# Miss Intercontinental 2023
Miss Intercontinental 2023 fue la quincuagésima primera (51.ª) edición del certamen Miss Intercontinental, correspondiente al año 2023; la cual se llevó a cabo el 15 de diciembre en Sharm el-Sheij, Egipto. Candidatas de 64 países y territorios autónomos compitieron por el título. Al final del evento, Lê Nguyễn Bảo Ngọc, Miss Intercontinental 2022 de Vietnam, coronó a Chatnalin Chotjirawarachat, de Tailandia, como su sucesora.

## Resultados
| Posiciones                 | Candidata |
| -------------------------- | --- |
| Miss Intercontinental 2023 | - Tailandia - Chatnalin Chotjirawarachat |
| Primera Finalista          | - México - Cristina Villegas |
| Segunda Finalista          | - Vietnam - Lê Nguyễn Ngọc Hằng |
| Tercera Finalista          | - Serbia - Sara Damnjanović |
| Cuarta Finalista           | - Colombia - Marelis Salas |
| Quinta Finalista           | - Rusia - Daria Reshta |
| Sexta Finalista            | - Sierra Leona - Christiana Johnson |
| Top 22                     | - Camerún - Cameg Brenda - Cuba - Stephanie Müller - Dinamarca - Naja Rosing - Ecuador - Stefanny Dávalos - Filipinas - Iona Gibbs - Finlandia - Vera Eloranta - Inglaterra - Lana Taylor - Japón - Chika Mizuno - Myanmar - Nang Sam Phaung - Polonia - Kornelia Golebiewska - Puerto Rico - Pamela Ramos - República Checa - Anna Benešová - República Dominicana - Yailin García - Venezuela - Migleth Cuevas - Zambia - Margaret Ngonyani |

### Reinas Continentales
| Continente     | Candidata                           |
| -------------- | ----------------------------------- |
| África         | - Sierra Leona - Christiana Johnson |
| Asia y Oceanía | - Vietnam - Lê Nguyễn Ngọc Hằng     |
| Europa         | - Rusia - Daria Reshta              |
| Norteamérica   | - México - Cristina Villegas        |
| Sudamérica     | - Colombia - Marelis Salas          |

## Premiaciones
| Premio                    | Candidata                                |
| ------------------------- | ---------------------------------------- |
| Miss Simpatía             | - Inglaterra - Lana Taylor               |
| Miss Fotogénica           | - México - Cristina Villegas             |
| Miss Popularidad          | - Polonia - Kornelia Golebiewska         |
| Mejor Traje Nacional      | - Perú - Diana Sánchez                   |
| Mejor Cuerpo              | - Colombia - Marelis Salas               |
| Miss Power of Beauty      | - Tailandia - Chatnalin Chotjirawarachat |
| Miss Elección del Público | - Serbia - Sara Damnjanović              |
| Miss Sunrise Resorts      | - Rumania - Alexandra Dobricã            |

## Candidatas
64 candidatas compitieron por el título:
(En la tabla se utiliza su nombre completo, los sobrenombres van entrecomillados y los apellidos utilizados como nombre artístico, entre paréntesis; fuera de ella se utilizan sus nombres «artísticos» o simplificados).
| País/Territorio      | Candidata                           | Edad | Residencia         |
| -------------------- | ----------------------------------- | ---- | ------------------ |
| Alemania             | Laura Göcht                         | 26   | Bad Fallingbostel  |
| Argentina            | Xiomara Selene Menna Podversich     | 23   | Paraná             |
| Bangladés            | Anonna Fatima                       | 24   | Daca               |
| Baréin               | Leonora Nasser                      | 23   | Svartsjö           |
| Belice               | Paris Cawich                        | 18   | Belmopán           |
| Brasil               | Angel Poncio da Cruz                | 28   | Curitiba           |
| Camerún              | Cameg Brenda Emili Meriki           | 23   | Bamenda            |
| Canadá               | Patricia Rosalyn Seward             | 26   | Vancouver          |
| Colombia             | Marelis Salas Julio                 | 28   | María La Baja      |
| Costa Rica           | Carolina On Porras                  | 27   | Aserrí             |
| Crimea               | Elizaveta Savelivechiva             | 18   | Novi Svit          |
| Cuba                 | Stephanie Müller Quevedo            | 25   | Matanzas           |
| Dinamarca            | Naja Mathilde Rosing                | 25   | Frederiksberg      |
| Ecuador              | Stefanny Nicolle Dávalos Cristellot | 27   | Riobamba           |
| Egipto               | Maria Mamdouh                       | 22   | El Cairo           |
| El Salvador          | Valeria Nicole Álvarez Contreras    | 29   | San Salvador       |
| Escocia              | Emily Merchant                      | 18   | Tydd St Giles      |
| España               | Sara Nweke Novo                     | 22   | Málaga             |
| Estados Unidos       | Amber Summer Corbett                | 23   | Nueva York         |
| Estonia              | Samantha Kasela                     | 22   | Tartu              |
| Filipinas            | Iona Violeta Abrera Gibbs           | 21   | San Juan           |
| Finlandia            | Vera Eloranta                       | 20   | Hämeenlinna        |
| Gales                | Georgia Urmson                      | 26   | Runcorn            |
| Georgia              | Irinka Gegia                        | 22   | Tiflis             |
| Ghana                | Angela Esi Apiaah Eshun             | 21   | Sekondi-Takoradi   |
| Grecia               | Afroditi Merentiti                  | 20   | Moschato           |
| Hong Kong            | Charlotte Lau                       | 28   | Hong Kong          |
| Hungría              | Dorottya Nánási                     | 21   | Diósd              |
| India                | Bhawana Vaishnav                    | 26   | Jaipur             |
| Indonesia            | Friska Goldarina                    | 27   | Palangka Raya      |
| Inglaterra           | Lana Taylor                         | 27   | Brixham            |
| Italia               | MaryJo Tullo                        | 27   | Milán              |
| Jamaica              | Titania Mycko                       | 21   | Portmore           |
| Japón                | Chika Mizuno                        | 26   | Tokio              |
| Kenia                | Dorine Mokua Kemunto                | 25   | Nairobi            |
| Macedonia del Norte  | Hristina Janeska                    | 28   | Skopie             |
| Malasia              | Lindsey Kay Yap                     | 28   | Kuala Lumpur       |
| Mauricio             | Marie Shelby Spagnut                | 26   | Port Louis         |
| México               | Cristina Villegas Murillo           | 28   | Guadalajara        |
| Moldavia             | Ecaterina Neculăiasa-Pavel          | 23   | Brașov             |
| Myanmar              | Nang Sam Phaung                     | 24   | Rangún             |
| Nigeria              | Sarah Dan Brown                     | 26   | Port Harcourt      |
| Noruega              | Anna Monika Herszényi               | 28   | Helsingborg        |
| Nueva Zelanda        | Amber Reardon                       | 20   | Nueva Plymouth     |
| Países Bajos         | Kim Hulshof                         | 23   | Nieuw-Buinen       |
| Paraguay             | Milagros Aramí Walther Mereles      | 22   | Santa Rita         |
| Perú                 | Diana Elizabeth Sánchez Navarro     | 25   | Tarapoto           |
| Polonia              | Kornelia Golebiewska                | 23   | Olsztyn            |
| Portugal             | Sandra Cardoso Delgado              | 25   | Solveira           |
| Puerto Rico          | Pamela Marie Ramos Rodríguez        | 25   | San Germán         |
| República Checa      | Anna Benešová                       | 21   | Praga              |
| República Dominicana | Yailin Georgina García Féliz        | 25   | Barahona           |
| República Eslovaca   | Sonja Kopčanová                     | 23   | Banská Bystrica    |
| Rumania              | Alexandra Ionela Dobricã            | 20   | Bucarest           |
| Rusia                | Daria Reshta                        | 22   | Krasnodar          |
| Serbia               | Sara Damnjanović                    | 25   | Belgrado           |
| Sierra Leona         | Christiana Sia Johnson              | 23   | Koidu              |
| Sri Lanka            | Sachie Sarathchandra                | 21   | Piliyandala        |
| Sudáfrica            | Nikiwe Makondo                      | 21   | Pretoria           |
| Suecia               | Jennifer Alvhäll Lindahl            | 27   | Färjestaden        |
| Tailandia            | Chatnalin Chotjirawarachat          | 25   | Bangkok            |
| Venezuela            | Migleth del Valle Cuevas Mujica     | 25   | San Felipe         |
| Vietnam              | Lê Nguyễn Ngọc Hằng                 | 20   | Ciudad Ho Chi Minh |
| Zambia               | Margaret Ngonyani                   | 23   | Lusaka             |

### Candidatas retiradas
- Australia - Melany Wells
- Chile - Montserrat Larrondo Ávalos
- Corea del Sur - Seol Lee Lee
- Guadalupe - Pamy Sarypha
- Guatemala - Marian Herrera
- Irán - Rojina Ghoreishi
- Nepal - Sumnima Khapung
- Pakistán - Shafaq Naseem Akhtar
- Trinidad y Tobago - Britney Ramatula
- Zimbabue - Life Dheliwe Matunzeni

### Candidatas reemplazadas
- Argentina - Zarina Robledo fue reemplazada por Xiomara Selene Menna Podversich.
- México - Julia Astrid Toledo Suárez fue reemplazada por Cristina Villegas Murillo.
- Nueva Zelanda - Advaita Shetty fue reemplazada por Amber Reardon.
- Rumania - Maria Theodora fue reemplazada por Alexandra Ionela Dobricã.
- Sierra Leona - Isata Kandakai fue reemplazada por Christiana Sia Johnson.
- Tailandia - Kodchakorn Kontrakoon fue reemplazada por Chatnalin Chotjirawarachat.
- Venezuela - Alexa Fernanda Paredes Terán fue reemplazada por Migleth del Valle Cuevas Mujica.

## Sobre los países en Miss Intercontinental 2023

### Naciones debutantes
- Baréin
- Sierra Leona

### Naciones que regresan a la competencia
Compitió por última vez en 2011:
- Belice

Compitieron por última vez en 2019:
- Hong Kong
- Macedonia del Norte
- Moldavia
- Myanmar
- Noruega

Compitieron por última vez en 2021:
- Ecuador
- Italia
- Paraguay
- Zambia

### Naciones ausentes
Armenia,  Australia,  Bahamas,  Bélgica,  Bulgaria,  Camboya,  Chile,  Curazao,  EAU,  Francia,  Honduras,  Marruecos,  Montenegro,  Nepal,  Seychelles,  Singapur,  Turquía,  Ucrania y  Zimbabue no enviaron una candidata este año.